# Karo Parisyan
Karapet Parisyan (arménien: Կարո Փարիզյան), né le 28 août 1982 à Erevan (Arménie), est un pratiquant arménien et américain d'arts martiaux mixtes (MMA).
Il remporte le titre du World Extreme Cagefighting dans la catégorie des mi-moyen en mai 2004 avant d'intégrer les effectifs de l'Ultimate Fighting Championship. Il évolue aujourd'hui au sein du Bellator MMA.
Son style de combat principal est le judo, qu'il a modifié pour combattre sans le gi.

## Palmarès en arts martiaux mixtes
| Record     | Date       | Résultat   | Adversaire           | Événement                            | Méthode                       | Round | Temps | Lieu                                   |
| 19-6-0 (1) | 11/23/2010 | Défaite    | Dennis Hallman       | UFC 123: Rampage vs. Machida         | TKO (Coups)                   | 1     | 1:47  | Auburn Hills, Michigan                 |
| 19-5-0 (1) | 7/10/2010  | Victoire   | Ben Mortimer         | Impact FC 1 - The Uprising: Brisbane | Soumission (Rear Naked Choke) | 2     | 4:18  | Brisbane, Australie                    |
| 18-5-0 (1) | 1/31/2009  | No Contest | Dong Hyun Kim        | UFC 94: St-Pierre vs. Penn 2         | No Contest                    | 3     | 5:00  | Las Vegas (Nevada), États-Unis         |
| 18-5       | 4/2/2008   | Défaite    | Thiago Alves         | UFC Fight Night 13                   | TKO (genou et poings)         | 2     | 0:34  | Broomfield (Colorado), États-Unis      |
| 18-4       | 11/17/2007 | Victoire   | Ryo Chonan           | UFC 78: Validation                   | Décision (Unanime)            | 3     | 5:00  | Newark (New Jersey), États-Unis        |
| 17-4       | 5/26/2007  | Victoire   | Josh Burkman         | UFC 71: Liddell vs. Jackson          | Décision (Unanime)            | 3     | 5:00  | Las Vegas, États-Unis                  |
| 16-4       | 12/13/2006 | Victoire   | Drew Fickett         | UFC Fight Night 7                    | Décision (Unanime)            | 3     | 5:00  | San Diego, États-Unis                  |
| 15-4       | 08/17/2006 | Défaite    | Diego Sanchez        | UFC Fight Night 6                    | Décision (Unanime)            | 3     | 5:00  | Las Vegas, États-Unis                  |
| 15-3       | 04/15/2006 | Victoire   | Nick Thompson        | UFC 59: Reality Check                | Soumission                    | 1     | 4:44  | Anaheim, États-Unis                    |
| 14-3       | 06/04/2005 | Victoire   | Matt Serra           | UFC 53: Heavy Hitters                | Décision (Unanime)            | 3     | 5:00  | Atlantic City (New Jersey), États-Unis |
| 13-3       | 02/05/2005 | Victoire   | Chris Lytle          | UFC 51: Super Saturday               | Décision (Unanime)            | 3     | 5:00  | Las Vegas, États-Unis                  |
| 12-3       | 08/21/2004 | Victoire   | Nick Diaz            | UFC 49: Unfinished Business          | Décision (Partagée)           | 3     | 5:00  | Las Vegas, États-Unis                  |
| 11-3       | 05/21/2004 | Victoire   | Shonie Carter        | WEC 10                               | Décision (Unanime)            | 3     | 5:00  | Lemoore, Californie, États-Unis        |
| 10-3       | 01/31/2004 | Défaite    | Georges St. Pierre   | UFC 46: Supernatural                 | Décision (unanime)            | 3     | 5:00  | Las Vegas, États-Unis                  |
| 10-2       | 09/26/2003 | Victoire   | Dave Strasser        | UFC 44: Undisputed                   | Soumission (kimura)           | 1     | 3:52  | Las Vegas, États-Unis                  |
| 9-2        | 03/23/2003 | Victoire   | Fernando Vasconcelos | KOTC 22                              | Décision                      | 3     | 5:00  | San Jacinto (Californie), États-Unis   |
| 8-2        | 02/15/2003 | Victoire   | Antonio McKee        | UAGF 3                               | Décision                      | N/A   | N/A   | Hollywood, États-Unis                  |
| 7-2        | 03/30/2001 | Victoire   | Darrell Smith        | RSF 3                                | Soumission (Armbar)           | 1     | 0:59  | Belleville (Illinois), États-Unis      |
| 6-2        | 01/05/2001 | Défaite    | Sean Sherk           | RSF 2                                | TKO (Towel)                   | 1     | 16:20 | Belleville (Illinois), États-Unis      |
| 6-1        | 10/10/2000 | Défaite    | Sean Sherk           | RSF 1                                | Décision                      | 1     | 18:00 | Belleville (Illinois), États-Unis      |
| 6-0        | 06/07/1999 | Victoire   | Guido Jennings       | KK 16                                | Soumission (Choke)            | 1     | 6:33  | Californie, États-Unis                 |
| 5-0        | 05/15/1999 | Victoire   | Justin Bumphus       | ESF                                  | Soumission                    | N/A   | N/A   | Corona (Californie), États-Unis        |
| 4-0        | 04/05/1999 | Victoire   | Scott Davis          | KK 14                                | Soumission (clé de bras)      | 1     | 2:16  | Los Angeles, États-Unis                |
| 3-0        | 04/05/1999 | Victoire   | Jason Rittgers       | KK 14                                | Soumission (Armbar)           | 1     | 1:58  | Los Angeles, États-Unis                |
| 2-0        | 02/01/1999 | Victoire   | Zach McKinney        | KK 12                                | Soumission (Strikes)          | 1     | 0:23  | Los Angeles, États-Unis                |
| 1-0        | 02/01/1999 | Victoire   | Brian Warren         | KK 12                                | Soumission (Ankle Lock)       | 1     | 0:44  | Los Angeles, États-Unis                |